# Peter Michael
Peter Michael (* 9. května 1989 Wellington) je novozélandský rychlobruslař a inline bruslař.
Rychlobruslení se začal věnovat v roce 2014, na konci toho roku debutoval ve Světovém poháru. Jeho specializací jsou dlouhé tratě. Na Mistrovství světa 2015 startoval na distanci 5000 m (12. místo) a v závodě s hromadným startem (6. místo). První medaile vybojoval na MS 2017, kde na pětikilometrové trati získal bronz a s novozélandským týmem si dobruslil pro stříbro ve stíhacím závodě družstev. Zúčastnil se Zimních olympijských her 2018, kde v závodě na 5000 m skončil na 4. místě, na trati 1500 m se umístil na 14. příčce, ve stíhacím závodě družstev byl čtvrtý a v závodě s hromadným startem skončil na 15. místě. Startoval na ZOH 2022 (1500 m – 26. místo, 10 000 m – 12. místo, hromadný start – semifinále).